# Renaldo and Clara
Renaldo and Clara es una película surrealista dirigida y protagonizada por Bob Dylan. Filmada en 1975, durante la gira Rolling Thunder Revue de Dylan, fue publicada en 1978. En su formato original, el largometraje duraba cerca de cuatro horas.
La película fue escrita por Bob Dylan, protagonista en el reparto con el papel de Renaldo; su por entonces esposa Sara Dylan aparece caracterizada como Clara, mientras que la cantante y anterior amante Joan Baez interpreta a "La mujer de blanco". Ronnie Hawkins interpreta el papel de "Bob Dylan". Dylan contrató a Allen Ginsberg y Sam Shepard con el fin de crear escenas para la película, si bien su contribución al filme no es del todo conocida por no figurar en los créditos.
Renaldo and Clara muestran una fuerte influencia de la película francesa Les Enfants du paradis, con elementos de la estructura, temática y estilo parecidos. Existen numerosas similitudes entre ambos largometrajes, entre ellas la duración del filme, las escenas de camerinos y del escenario, así como diálogos recurrentes. Es también evidente el acercamiento al Cubismo en ambos largometrajes, permitiendo ver a los personajes principales desde los distintos puntos de vista de los amantes. 
Muchos de los artistas incluidos en la gira Rolling Thunder Revue figuran en la película, que también incluye partes de conciertos y material de Rubin Carter, caracterizado en la canción de Dylan "Hurricane".
La película obtuvo en general malas críticas, con duros recibimientos, y su inicial recorrido teatral fue cancelado. Tras estrenarse en Nueva York y Los Ángeles, las únicas ciudades que podrían ver el resultado del filme serían Minneapolis, Boston, Kansas City y Pittsfield.
Posteriormente, en 1978, Dylan permitiría la edición del filme para recortar su duración y ser distribuido en video. El recorte del largometraje se enfocó en las escenas de los conciertos y omitió numerosas escenas dramáticas. 
Tras un escaso número de visionados en las televisiones europeas, Dylan retiró la distribución de la película. Algunas copias caseras circularon durante años entre los coleccionistas, si bien más tarde algunos extractos del filme serían publicados en el DVD que acompaña al álbum The Bootleg Series Vol. 5: Bob Dylan Live 1975, The Rolling Thunder Revue.